# Timonius
Genre
Classification phylogénétique
Timonius est un genre de plantes de la famille des Rubiaceae.
Plus de 100 espèces sont acceptées dans ce genre.

## Liste d'espèces (à compléter)
- Timonius amungwiwanensis S.P.Darwin
- Timonius ledermannii Valeton
- Timonius mollis Valeton
- Timonius polygamus (G. Forster) Robinson
- Timonius timon (Spreng.) Merr.
- Timonius wrayi King & Gamble